# 巴尔干化

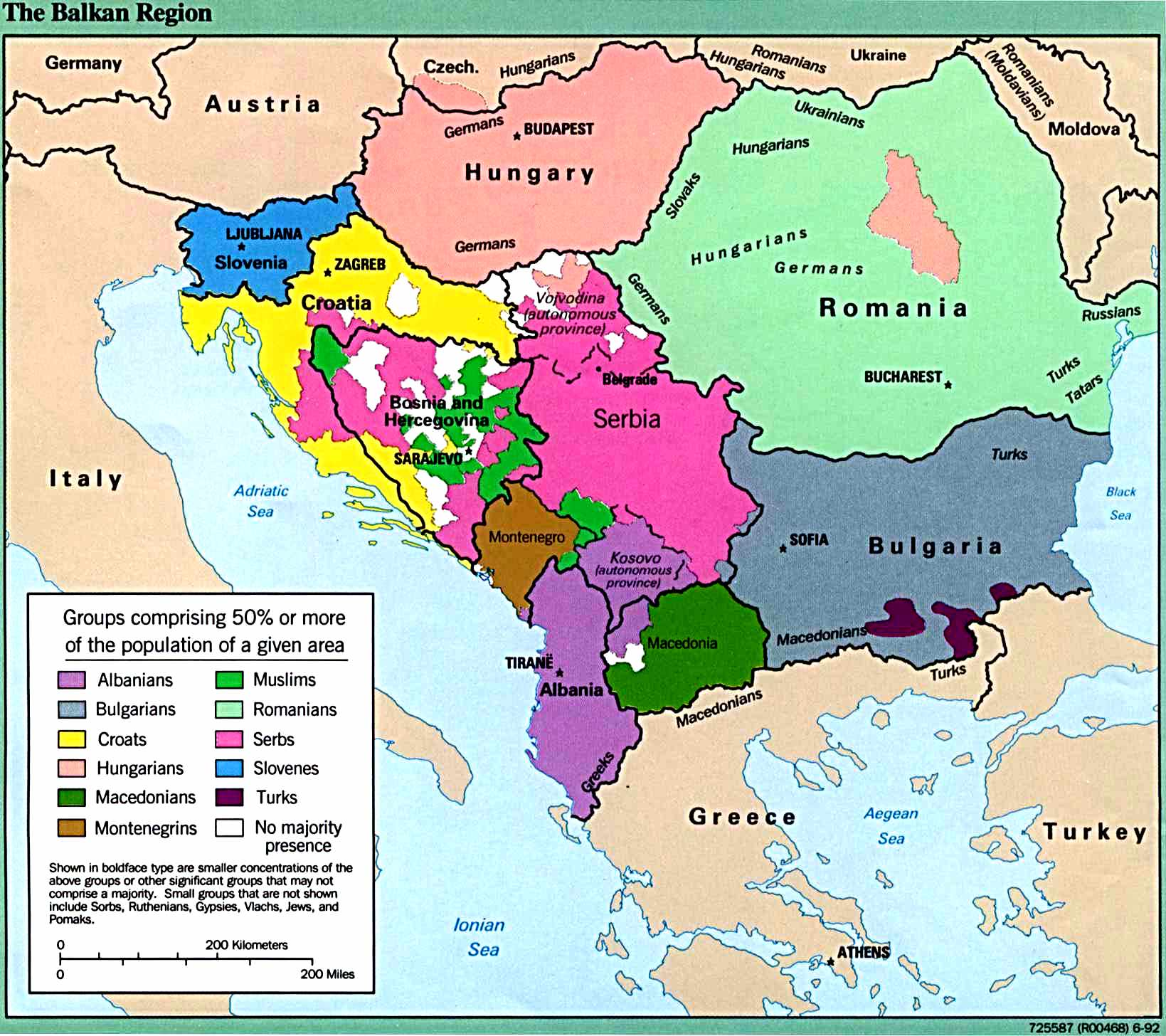
巴爾幹半島民族複雜

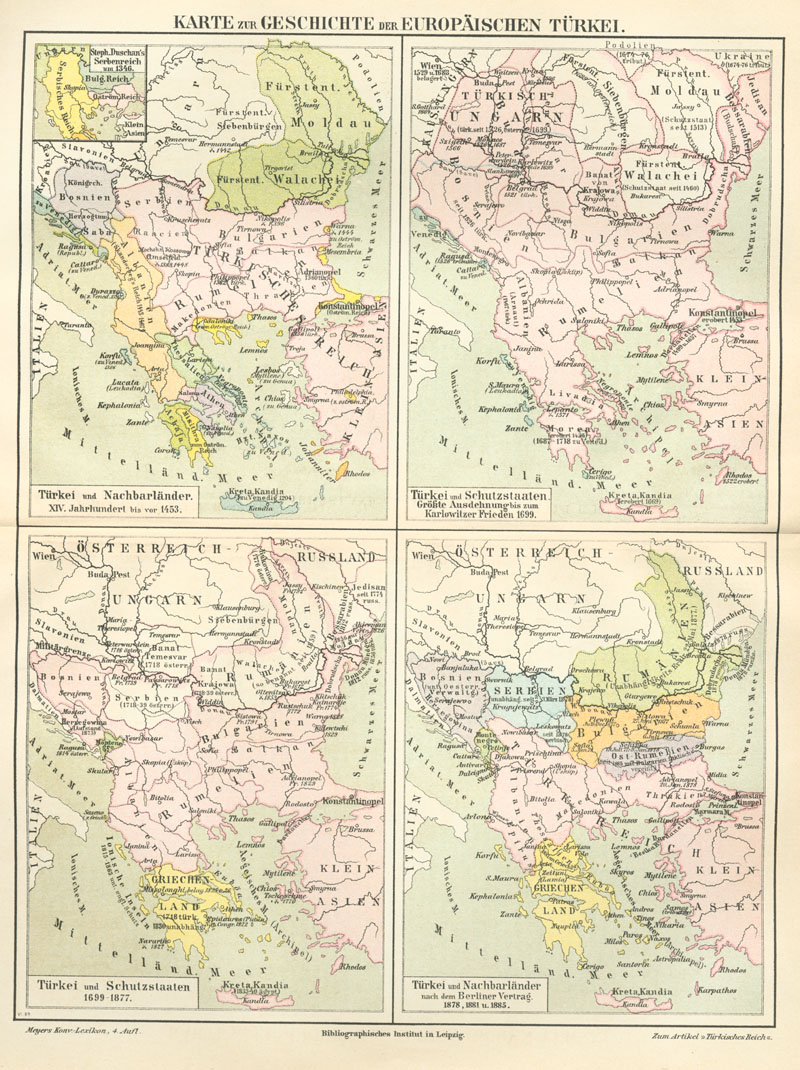
巴爾幹半島歷史變遷
①1453年②1699年
③1877年④1885年

中欧地区及巴尔干半岛的疆界变迁（1796-2008）。

巴尔幹化（英式英语：Balkanisation；美式英语：Balkanization）是一个常带有贬义的地缘政治学术语，可以被定义为：一个较大的国家或地区分裂成较小的国家或地区的过程，这些国家或地区关系紧张甚至处于敌对状态。“巴尔干化”一词中的“巴尔干”是指于欧洲东南部的巴尔干半岛。

## 根源
巴尔干是指位于欧洲东南部巴尔干半岛。巴尔干地区因无可以实际控制整个地区的政权或实体，再加上外国势力的干涉，致使该地区成为局势紧张似欧洲火药桶（Powder Keg of Europe），政治地理学中认为该地区属于破碎地带。巴尔干半岛地处欧洲东南，是亚、欧、非三洲的交汇处，东临黑海、土耳其海峡，南面地中海、苏伊士运河。因此控制着地中海与黑海的门户和通往印度洋的航路，战略地位十分重要，且半岛还蕴含着丰富的自然资源。
但巴尔干地区历尽风风雨雨，一直以来存在着诸多矛盾与冲突，既有宗教矛盾，领土争端，加上列强的干涉致使这一地区冲突、战争频发。
自从14世纪，巴尔干大部就处于奥斯曼土耳其统治下。因而巴尔干各民族迫切要求摆脱土耳其的统治，建立独立的民族政权。20世纪初，随着土耳其帝国逐步走向衰落，土耳其及其统治下的巴尔干半岛，成为帝国主义列强寻求瓜分的又一重要目标。所以这里既有列强之间的矛盾，也有巴尔干各族人民与帝国主义列强矛盾，及巴尔干人民同土耳其人之间的矛盾，同时又因这一地区存在着不同的宗教信仰，致使巴尔干又有着国家、民族之间的矛盾。
1912年3月到8月，已取得独立的保加利亚、塞尔维亚、希腊和蒙特內哥羅4国先后结成反土同盟，即巴尔干同盟。随后列強出于自己的利益关系和侵略目的，先后插手巴尔干事务。俄、英、法支持着巴尔干同盟，德、奥则支持土耳其。导致巴尔干的局势更加复杂。10月，巴尔干同盟各国先后对土耳其宣战，从此第一次巴尔干战争爆发。战争结束，土耳其战败求和。同年12月巴尔干同盟与土耳其在伦敦举行谈判，由于同盟国和协约国的插手，使交战双方的谈判断断续续地直拖到1913年5月30日，才签订《伦敦和约》，《伦敦和约》中规定：土耳其在欧洲的领土除保留伊斯坦布尔及附近少部分区域外，其余部分归巴尔干同盟各国所有；承认阿尔巴尼亚独立。
第一次巴尔干战争结束后，由于各列強的挑拨，在分配战果时巴尔干同盟各国产生严重分歧。保加利亚获得马其顿和色雷斯的大部分土地致使希腊和塞尔维亚对此结果十分不满，于是塞尔维亚和希腊在1913年6月1日相互签订了反保同盟条约，之后，罗马尼亚加入。俄国想利用反保同盟对抗德国、奥匈帝国，则宣布支持该同盟。奥匈帝国为了对抗俄国，则宣布支持保加利亚。1913年6月29日，保加利亚在奥匈帝国的支持下发动了第二次巴尔干战争。结果以保加利亚被塞、希、罗、门、土五国联军打败告终。同年8月10日，双方在布加勒斯特签订和约，然而这次战争致使保加利亚丧失在第一次巴尔干战争中取得的大部分土地，同时还丧失了部分原有土地。 
第二次巴尔干战争后，保加利亚为了复仇积极投靠德意志帝国、奥匈帝国；塞尔维亚、希腊、罗马尼亚则投靠同协约国一方。这样，两大集团对巴尔干的利益之争和巴尔干各国间的矛盾更加白热化，终于促使了第一次世界大战的爆发。
二战時阿尔巴尼亞被意大利占領，匈牙利、羅馬尼亞及保加利亞均為軸心國成員，南斯拉夫和希臘被他們和納粹德國、義大利占領及肢解。二战后欧洲也唯一在巴尔干地区有着武装冲突或战争的爆发。巴尔干的南斯拉夫、罗马尼亚、保加利亚等纷纷建立起了共产主义政权。东欧剧变又使这一地区的民族矛盾激发，南斯拉夫90年代四分五裂，爆发内战持续至21世纪。

## 其他
出身巴尔干地区的哲学家斯拉沃熱·齊澤克曾经提到“哪里是巴尔干”的玩笑，提到有些欧洲人按照民族和文化划分“巴尔干”，有些人则将“巴尔干”作为“野蛮”的代称：
“哪里算是巴尔干地区？”这是一个非常经典的笑话，让我给你们展示一下。我们从这里开始——斯洛文尼亚。每个斯洛文尼亚人都会告诉你们，这（斯洛文尼亚）是分界，从这往南，就是“巴尔干在哪”问题的开始。……你去问克罗地亚人，他们会告诉你，这很明显，我们克罗地亚是中欧国家，信天主教；（另一边）贝尔格莱德，塞尔维亚，信东正教，算巴尔干地区。如果你们问塞尔维亚人，他会告诉你们，往下边（南边）看，萨拉热窝（指波黑），或者是科索沃，他们会告诉你那里才是巴尔干。

讽刺的是，当你继续往下（南）看的时候，突然巴尔干又开始往北边算了。希腊人认为，我们希腊人是欧洲的“发源地”，上边（北边）是“黑暗”的巴尔干山脉。如果你们问奥地利人，他们会告诉你，“斯洛文尼亚——巴尔干的起点，（再往南是）斯拉夫野人”，等等。如果你们问德国人，他们会告诉你，奥地利还是帝国的时候，就跟这些人（指巴尔干山脉的人）混在一起，已经“巴尔干化”了。法国人会告诉你，德国，黑暗、法西斯，多少也算是巴尔干，我们才是文明国家。到最后，英国人会告诉你，现在整个欧洲都是一个巴尔干，布鲁塞尔官僚主义成为了欧洲的“伊斯坦布尔”（讽刺欧盟像奥斯曼帝国），我们大不列颠才是唯一的（文明国家）。